# Olle Sivall
Olle Sivall, född 18 augusti 1915 i Karlskrona, död 24 maj 1999 i Visby, var en svensk operasångare.

## Biografi
Olle Sivall påbörjade 1937 sina musikstudier vid Kungliga Musikkonservatoriet i Stockholm. Efter avslutade studier 1945 för bland andra Julia Claussen och Joseph Hislop engagerades Sivall 1946 vid Riksteatern i Stockholm samt 1948–1953 vid Stora Teatern i Göteborg. Han anställdes sedermera vid Kungliga Teatern i Stockholm där han som ledande karaktärs- och buffatenor under åren 1954–1973 utförde ett stort antal skiftande roller. Under en del av sin karriär gjorde Sivall dessutom titelrollen som Petrus de Dacia i Friedrich Mehlers musikskådespel Ruinspelen i Visby. En höjdpunkt under Sivalls sångkarriär var bland annat rollen som Sandon vid uruppsättningen av operan Aniara 1959 med en efterföljande turné i USA och Kanada. Nämnas bör även rollen som Sellem 1961 i Rucklarens väg som regisserades av Ingmar Bergman och rönte ett sådant intresse att  Igor Stravinskij som komponerat musiken bevistade en föreställning.
Olle Sivall karakteriseras av den ljusa och lätta rösten, den intensiva närvaron på scenen och förmågan att karakterisera. Även om komiska roller låg hans personlighet nära så hade han en stor fallenhet för att lyfta fram det komplexa i de gestalter han spelade.
Under sin tid i Ruinspelen i Visby byggde Sivall ett egenhändigt ritat hus vid havet på Gotland. Där slog han sig ner och vägen på Högklint bär idag hans namn. Han fortsatte under många år sin musikaliska gärning som musikrecensent i Gotlands Tidningar och Gotlands Allehanda. Ett fint exempel på Sivalls allsidighet är den "Pippi-teater" han, med Astrid Lindgrens goda minne, satte upp 1974 på Kneippbyn söder om Visby. Där spelade han parallellt rollerna som Pippi Långstrumps pappa, polisen och fru Alexandersson.

## Roller
Alfred i Läderlappen, Hoffmann i Hoffmans äventyr, Pinkerton i Madama Butterfly, Turiddo i På Sicilien, titelrollen som Berättaren i Lucretia, Don Ottavio i Don Juan, samt ett flertal operettroller i folkparkerna under 40-talet.
Sandon i Aniara,  Nikolas i Tronkrävarna, Sellem i Rucklarens väg, Mime i Nibelungens ring (bland annat Rhenguldet), Almaviva i Barberaren i Sevilla, Arnold i Wilhelm Tell, Erik i Den flygande holländaren, Den svagsinte i Boris Godunov, Tavelhandlaren i Porträttet (Hilding Rosenberg), Burgenstierna i Herr von Hancken (Karl-Birger Blomdahl), Vitek i Testamentet (Leoš Janáček), Basilio i Figaros bröllop, Ferrando i Così fan tutte, Fatek i Mahagonnys uppgång och fall, Valzacchi i Rosenkavaljeren, Goro i Madama Butterfly, Idioten i Wozzeck, Amman i Scipione, titelrollen Albert i Albert Herring, roller även i Fågeln (Sven-Erik Bäck), Tranfjädrarna och Gästabudet (Sven-Erik Bäck).